# Андрієвка (Земетчинський район)
Андрі́євка (рос. Андреевка) — присілок у складі Земетчинського району Пензенської області, Росія.
Населення — 3 особи (2010; 7 у 2002).
Національний склад станом на 2002 рік:
- росіяни — 100 %